# Alex Morenno
Alex Morenno, nome artístico de Alex da Silva Moreno (Atibaia, 20 de maio de 1978), é um ator, diretor, bailarino, coreógrafo e preparador corporal brasileiro.

## Carreira
Assim que chegou à São Paulo em 2000, ficou em cartaz por 7 anos com o grupo de humor Os Cretinos com Oscar Filho e amigos.
Estreou na TV em 2009 na novela Cama de Gato, interpretando o personagem Luck.
De 2011 à 2016, dirigiu a Comissão de Frente da escola de samba Tom Maior.
Em 2013, foi coreógrafo e preparador corporal Carrossel - O Show produzido pelo SBT e Abrava Produções.
Em 2016, também assinou a coreografia e a preparação corporal do musical Cartola - O Mundo É Um Moinho, Direção Roberto Lage.
Em 2017, viveu o maquiavélico Francisco de Castro, irmão de Domitila, na novela Novo Mundo e em 2019 viveu o vilão Robson em Órfãos da Terra, ambas na Globo.
Rodou o Brasil fazendo Advocacia Segundo os Irmãos Marx com Heloisa Périssé e em 2019 interpretou Vincent Van Gogh na peça Van Gogh por Gauguin, texto de Thelma Guedes e direção de Roberto Lage.
Em 2021, lançou sua marca de roupas, a O Escafandro.
Em 2022, estreou na RecordTV na novela Reis para interpretar os personagens Obede e Eliabe em diferentes fases.

## Filmografia

### Televisão
| Ano       | Título             | Personagem          | Emissora  | Nota                    | Ref.   |
| --------- | ------------------ | ------------------- | --------- | ----------------------- | ------ |
| 2009      | Cama de Gato       | Lucky               | Globo     |                         | [ 9 ]  |
| 2017      | Novo Mundo         | Francisco de Castro | Globo     |                         | [ 10 ] |
| 2019      | Órfãos da Terra    | Robson              | Globo     |                         | [ 10 ] |
| 2022-2023 | Reis               | Obede               | TV Record | Temporada: A Decepção   | [ 11 ] |
| 2022-2023 | Reis               | Eliabe              | TV Record | Temporada: A Ingratidão | [ 12 ] |
| 2024      | A Rainha da Pérsia | Saasgaz             | TV Record |                         |        |

## Teatro
| Ano  | Título                                 | Direção            | Notas                            | Ref.   |
| ---- | -------------------------------------- | ------------------ | -------------------------------- | ------ |
| 2003 | Os Cretinos                            | Grupal             | Ator                             | [ 13 ] |
| 2006 | O Que Eu Entendi Do Que O Tom Zé Disse | Isabel Setti       | Ator                             | [ 13 ] |
| 2006 | Encontros Com Caio Fernando Abreu      | Francisco Medeiros | Ator                             | [ 13 ] |
| 2008 | A Flauta Mágica (Musical)              | Roberto Lage       | Ator                             | [ 13 ] |
| 2009 | Advocacia Segundo os Irmãos Marx       | João Fonseca       | Ator                             | [ 13 ] |
| 2011 | Teatrokê                               | Ricardo Karman     | Ator                             | [ 13 ] |
| 2011 | Mambo Italiano                         | Marcos Caruso      | Ator                             | [ 13 ] |
| 2013 | Carrossel - O Show                     | Paulo Ribeiro      | Coreógrafo e preparador corporal | [ 14 ] |
| 2014 | Menino Maluquinho – O Musical          | 4ACT               | Ator                             |        |
| 2016 | Cartola - O Mundo É Um Moinho          | Roberto Lage       | Coreógrafo e preparador corporal |        |
| 2019 | Van Gogh por Gauguin                   | Roberto Lage       | Personagem: Van Gogh             |        |